# Показатель отказов
Показатель отказов (англ. bounce rate) — термин в веб-аналитике, обозначающий процентное соотношение количества посетителей, покинувших сайт прямо со страницы входа или просмотревших не более одной страницы сайта.

## Определение
Показатель отказов — процент от общего количества посещений, в рамках которых состоялось не более одного просмотра страницы. Показатель отказов не стоит путать с показателем выходов (англ. exit rate), который лишь показывает количество посещений, завершённых на определённой странице сайта.
Для того чтобы понять, что есть показатель отказов, нужно дать определение понятию «отказ» в веб-аналитике. Отказ — это визит, во время которого посетитель, зайдя на сайт, просмотрел только одну страницу, не совершив при этом перехода на другую страницу до времени окончания сессии.
Общепринятого стандарта минимального или максимального количества времени, которое посетитель должен провести на сайте прежде, чем выйти, чтобы состоялся отказ не существует. Длительность сессии определяется промежутком времени между первым и последним просмотром в сессии.
Причинами отказа могут быть:
- Уход с вашего сайта по переходу по ссылке
- Закрытие окна или вкладки браузера
- Ввод нового URL в адресную строку или переход по закладке в браузере
- Нажатие кнопки «Назад» для возврата к поисковой выдаче
- Истечение времени сессии

Показатель отказов можно вычислить по следующей формуле:
{\displaystyle {R_{b}}{=}\left({\frac {T_{v}}{T_{e}}}\right)}*100 %
где
- Rb = Показатель отказов
- Tv = Количество посетителей, просмотревших одну страницу (количество отказов)
- Te = Количество просмотров страницы

## Среднее значение
|                                     | Среднее время на сайте | Среднее количество просмотров страниц | Среднее значение показателя отказов | Новые посетители |
| ----------------------------------- | ---------------------- | ------------------------------------- | ----------------------------------- | ---------------- |
| Метрика среднестатистического сайта | 190.4 сек              | 4.6                                   | 80 %                                | 62.5 %           |

Средние значения показателей отказов
| Вид сайта                                    | Среднее значение показателя отказа |
| -------------------------------------------- | ---------------------------------- |
| Портал                                       | 5-30 %                             |
| Интернет-магазин                             | 5-40 %                             |
| Сервис-сайт                                  | 5-30 %                             |
| Информационный сайт (англ. content web-site) | 5-60 %                             |
| Другое                                       | 5-50 %                             |

## Влияющие факторы
1. Pop-up блоки, всплывающая реклама, самовоспроизводящийся видео и/или аудио контент
2. Сложный в плане юзабилити дизайн сайта
3. Скорость загрузки страницы
4. Исходящие ссылки
5. Тематика сайта.
6. Вид трафика (поисковый, рекламный, прямой, реферальный и т. д.)

## Как понизить показатель отказов
Основные условия понижения показателя отказов касаются качества юзабилити. Учитывая это, следует придерживаться следующих правил:
- Улучшить качество внутренней перелинковки
- Сделать как можно более простой дизайн сайта
- Максимально уменьшить количество исходящих ссылок
- Не перегружать страницы сайта «тяжёлым» контентом: изображения с большим разрешением, Flash-объекты, скрипты и прочее
- Оптимизировать страницу, отвечающую на несуществующий запрос (Ошибка 404)
- Максимально оптимизировать html-код
- Удалить все всплывающие окна, pop-up блоки и пр.
- Настроить отслеживание событий

## Показатель отказа и события
События — действия на странице, которые не приводят к перезагрузке страницы. Выполнения события не засчитывается как отказ системой Google Analytics. События можно применить к:
- просмотр увеличенных версий иллюстрации
- фокус на полях формы (ввод данных в поля форм)
- открытие всплывающих блоков (подсказок, и т. д.)
- переход межу табами (разделами в блоке описания)

Для отслеживания событий необходимо видоизменить код страницы.